# Lenzing an der Ager
Lenzing an der Ager ist eine Stadtgemeinde in Oberösterreich im Bezirk Vöcklabruck  im Hausruckviertel mit 5252 Einwohnern (Stand 1. Jänner 2025). Der zuständige Gerichtsbezirk ist Vöcklabruck.

## Geographie

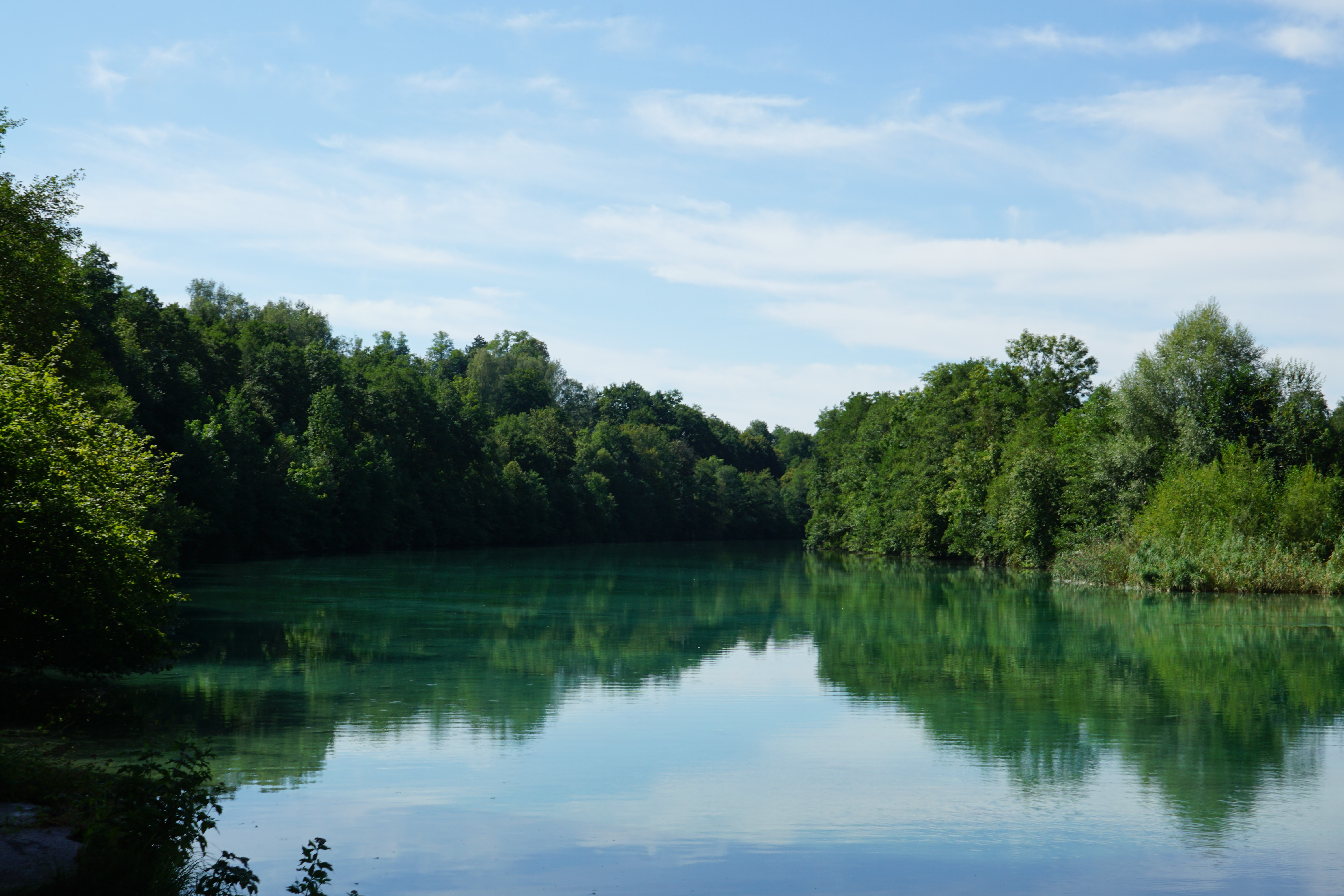
Ager von Lenzing kurz nach dem Ausfluss aus dem Attersee

Lenzing liegt auf 485 m ü. A. Höhe an der Ager, knapp nach deren Ursprung aus dem Attersee. Die Ausdehnung beträgt von Nord nach Süd 4,1 km und von West nach Ost 4,2 km. Die Gesamtfläche umfasst 8,89 km². 13 % der Fläche sind bewaldet, 51 % der Fläche sind landwirtschaftlich genutzt.

### Gemeindegliederung
Das Gemeindegebiet umfasst folgende Ortschaften (Einwohnerzahl Stand 1. Jänner 2025):
- Alt Lenzing (808)
- Haid (56)
- Kraims (53)
- Lenzing (3004)
- Neuhausen (45)
- Oberachmann (351)
- Pichlwang (311)
- Raudaschlmühle (0)
- Reibersdorf (124)
- Thal (83)
- Ulrichsberg (47)
- Unterachmann (370)

### Nachbargemeinden
|                        | Timelkam                                    |                  |
| Seewalchen am Attersee | Kompassrose, die auf Nachbargemeinden zeigt | Aurach am Hongar |
|                        | Schörfling am Attersee                      |                  |

## Geschichte

### Vorgeschichte
Die ersten Siedlungen um den Attersee entstanden zwischen 4.000 und 3.500 v. Chr. Funde aus der Mondseekultur um den Bereich des Burgstall in der Ortschaft Unterachmann belegen ein Alter von rund 6.000 Jahren. Archäologische Untersuchungen (2014–2015) identifizierten dort eine kupferzeitliche Spornsiedlung mit Gruben, Keramikfragmenten und Silex-Artefakten, die mittels C14-Datierung mindestens zwei Siedlungsphasen (um 3700/3600 und 2900 v. Chr.) zuweisen. Weitere Funde wie eine Armspirale in Pichlwang, Schälchenkopfnadeln und Fibeln in Pettighofen, und ein Beil in Reibersdorf gehen bis in die Bronzezeit (1.300 bis 800 v. Chr.) zurück.

### Römerzeit
Um ca. 15 v. Chr. gehörte Lenzing zu der römischen Provinz Noricum. Das bezeugen Baureste und Münzen, die in Arnbruck auf dem heutigen Betriebsgelände der Lenzing AG gefunden wurden, sowie Tonurnen, die in Gallaberg gefunden wurden. Die durch das Salzkammergut führende Handelsstraße von Hallstatt über Bad Ischl, Weißenbach, Weyregg und Kammer-Schörfling die in Oberthalheim in die römische Handelsstraße zwischen Salzburg (Iuvavum) und Wels (Ovilava) einmündet, verlief im Bereich der heutigen Gemeinde entlang der Ager und sorgte zu jener Zeit für regen Handel.

### Mittelalter

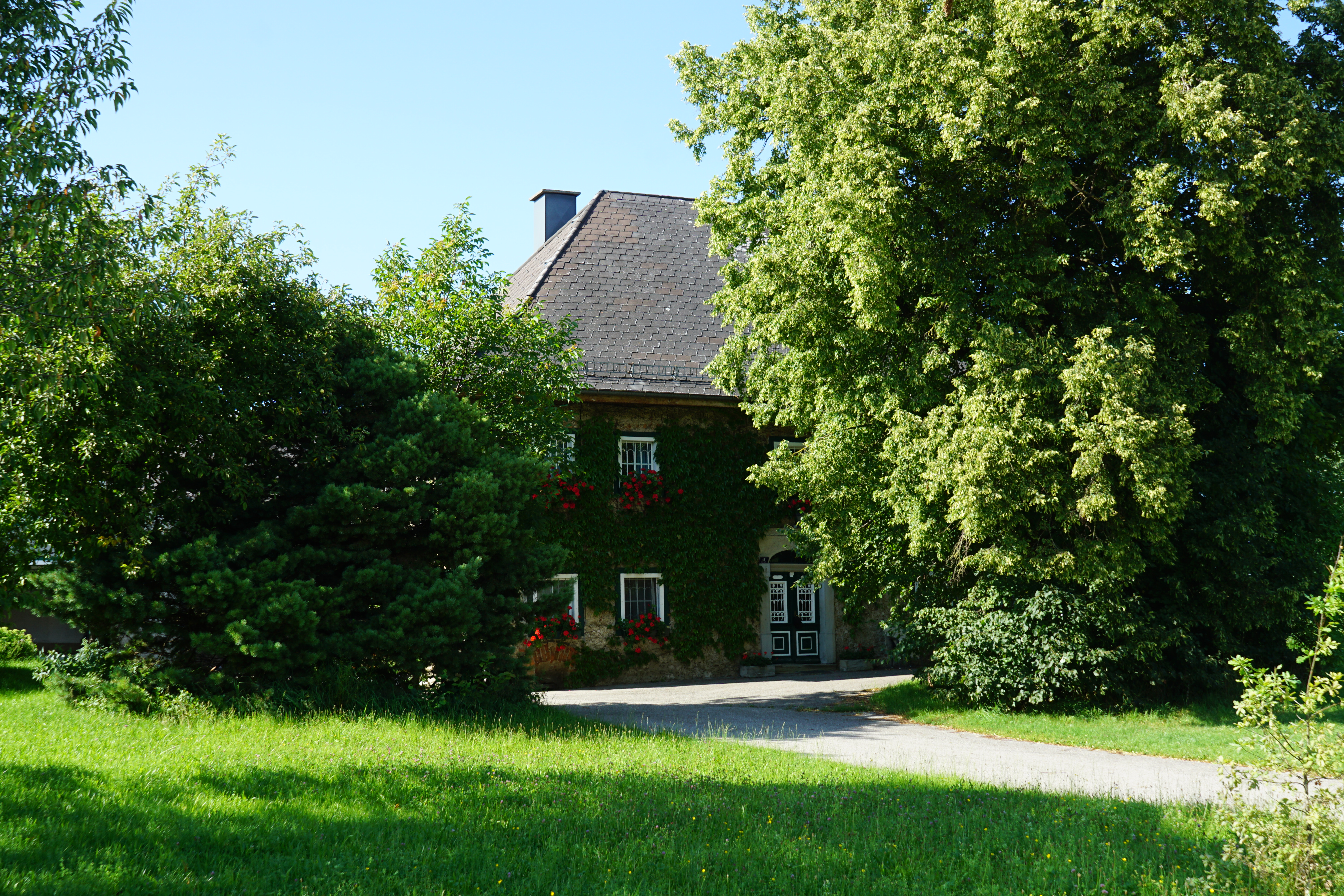
Jungwirtgut in Thal

Nachdem die Römer Ende des 5. Jahrhunderts aus dem Gebiet abgezogen waren, setzte zwischen dem 7. und 8. Jahrhundert die bajuwarische Besiedlung des Alpen- und Donauraums ein. Die neuen Siedler bewohnten vorwiegend Gebiete, in denen Ackerbau und Viehzucht möglich waren, und gingen hauptsächlich der Landwirtschaft und dem Handwerk nach. Zu dieser Zeit entstanden ebenfalls die ersten Mühlen an der Ager. 773 wird Pichlwang (Pirhinwanc) erstmals in einer Schenkungsurkunde des Klosters Mondsee erwähnt. 1299 scheint Gallaberg (Galgenberg) erstmals in einer Urkunde. Im Grundbuch des Stiftes Michaelbeuern wird erstmals Arnbruck (Erynbrugge), und mit Grundbuch des Stiftes Mattsee Oberachmann (Achmann) genannt. 1371 ist erstmals von Pettighofen (Petterhofen) und Kraims (Chraims) im Urbar der Herrschaft Schaunberg die Rede. Im Jahr 1380 wird Reibersdorf (Reyberstorff) im Lehnsbuch Albrechts III. genannt. Der Name Lenzing (Lennczing) taucht erstmals 1389 auf und lässt sich auf den mythischen Hofbeamten Lanzo zurückzuführen, der das waldreiche Gebiet am rechten Agerufer im Auftrag seines Lehensherrn im 11. Jahrhundert einnahm. 1437, 1455 und 1480 werden ebenfalls die Wengermühle (Steinmühle), Thal (Erichtal) und Neubrunn (Eweprunn) erstmals urkundlich erwähnt. Zwischen 1483 und 1504 wird in Pichelwang unter Jakob Herbsleben die Schimmelkirche (Andreaskirche) errichtet, die am 9. Jänner 1508 geweiht wurde. 1561 wird Neuhausen erstmals genannt.

### Neuzeit

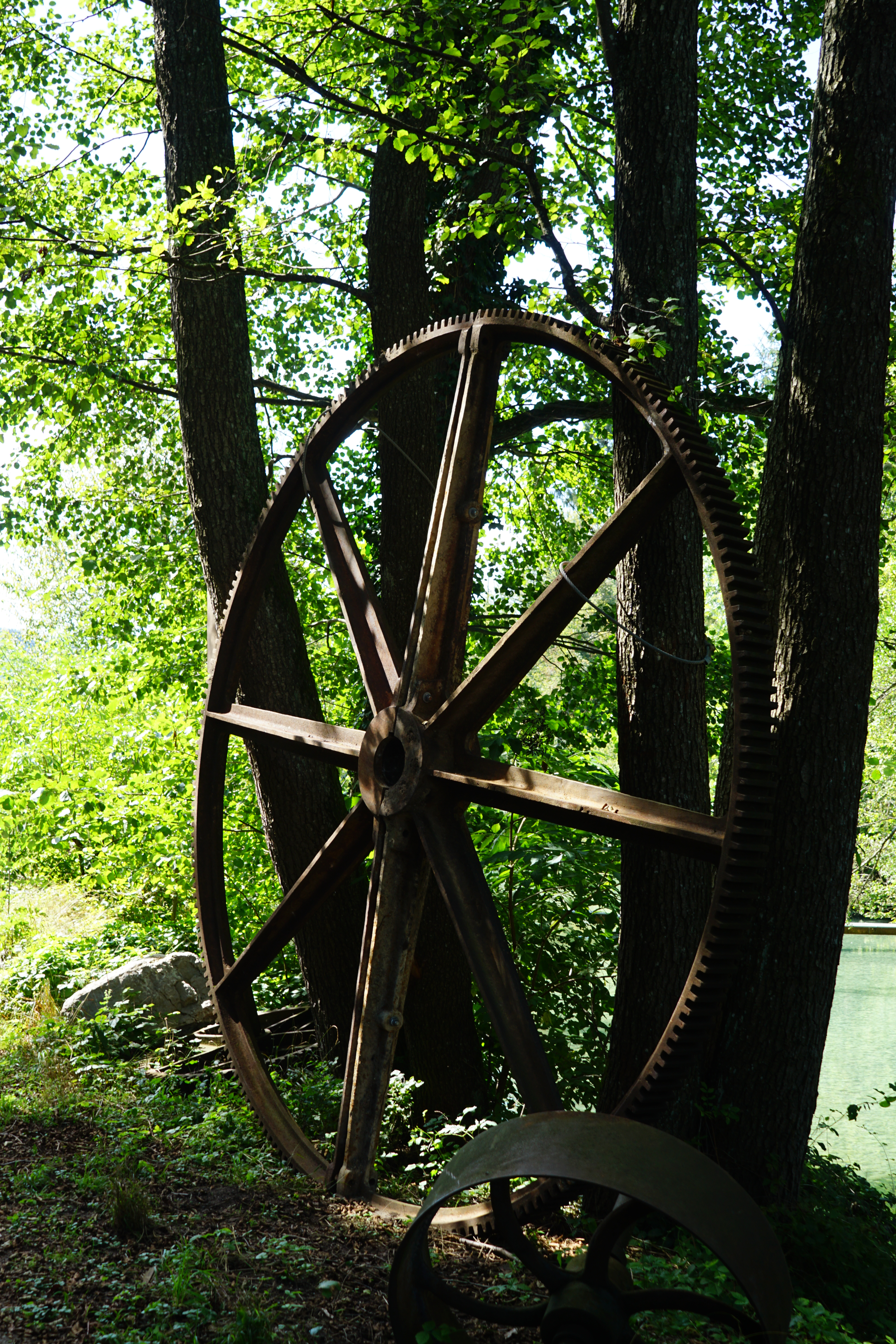
Ehemaliges Zahnrad der Stinglmühle ausgestellt in Oberachmann an einem Nebenarm der Ager

Im Urbar Kammer wird bereits 1561 von Ober-Achmann und Nieder-Achmann bzw. Unter-Achmann gesprochen. Mit dem Patent Kaiser Josefs II. von 1785 zur Steuer- und Urbarial-Regulierung wurde Oberachmann zur Steuer- bzw. Katastralgemeinde. Diese umfasste neben Oberachmann ebenfalls die Ortschaften: Unterachmann, Kraims, Reibersdorf, Haid, Niederham, Steinbach, Fantaberg, Moos, Wörzing, Neuhausen und Lenzing. Mit Erlass des Statthalters des Kronlandes ob der Enns vom 31. Juli 1851 wurde die Steuergemeinde zur politischen Gemeinde Oberachmann. Sie hatte eine Fläche von 10,63 km² und zählte 701 Einwohner. Entgegen der Meinung des Landesausschusses, und obwohl man sich zum Pfarr- und Marktleben in Schörfling zugehörig fühlte, kam es nie zu einer Vereinigung mit Schörfling. Hauptgrund hierfür war, dass man die Unabhängigkeit der Mühlen und Sägewerke an der Ager bewahren wollte.
Für die bis dahin hauptsächlich bäuerlich geprägte Gemeinde Oberachmann brach in den 1890er Jahren eine Zeitenwende ein, als der Ternitzer Fabrikant Emil Hamburger 1890 die sogenannte Starlinger Mühle in Alt Lenzing kaufte und zu einer Papierfabrik, den Vorgänger der heutigen Lenzing AG, ausbaute.
Seit 1918 gehört das Gebiet zum neu gegründeten Bundesland Oberösterreich.
Nach dem Anschluss Österreichs an das Deutsche Reich 1938 wurde die „Zellwolle Lenzing AG“ gegründet. 1939 erfolgte die Gründung der heutigen Gemeinde aus der Stammgemeinde Oberachmann sowie durch Gebietsabtretungen der Nachbargemeinden. Am 1. Jänner 1940 wird der Name der Gemeinde auf Agerzell geändert.
Im November 1944 wird in Pettighofen ein Außenkommando des KZ Mauthausen errichtet. Die bis zu 565 Häftlinge, meist Frauen, mussten Zwangsarbeit insbesondere bei der Lenzinger Zellwolle AG leisten. Das Lager wurde Anfang Mai 1945 von der US-Armee befreit.

### Lenzing an der Ager
1945 wurden die Naturfreunde und 1947 die Kinderfreunde Lenzing gegründet. Am 1. Juli 1948 wurde der Gemeindename von Agerzell auf Lenzing geändert. 1949 bis 1951 wurde die neue Volks- und Hauptschule errichtet. Die neue röm.-kath. Pfarre und der neue Friedhof wurden 1950 eingerichtet. Das Gemeindeamt, das Postgebäude, der Bauhof, das Gendarmeriegebäude und das Kino am Hauptplatz wurden von 1953 bis 1954 erbaut. Von 1953 bis 1955 wurde die Volksschule in Alt Lenzing errichtet, von 1959 bis 1962 die römisch-katholische Pfarrkirche Lenzing gebaut und geweiht. 1963 wurden die Gemeindebücherei und der Gemeindekindergarten gebaut und die Grünflächen um die Wengermühle an der Ager von der Gemeinde gekauft. Am 12. Juni 1967 wurde der Gemeinde das Recht zur Führung eines eigenen Gemeindewappens verliehen. Von 1971 bis 1973 wurde das Sportzentrum Lenzing mit Hallenbad, Sauna, Sporthalle und Trainingsplatz errichtet. 1978 und 1979 wurden die Goldhaubengruppe und der Tanzsportclub Lenzing gegründet.
Am 16. Juni 1984 wurde die Gemeinde Lenzing zur Marktgemeinde erhoben.
1993 wurde das Alten- und Pflegeheim (APH-Lenzing) generalsaniert und 1994 wurde die Gemeinde Europagemeinde. Mit den Gemeinden Vöcklabruck, Regau und Attnang-Puchheim wurde 1995 die Regionale Planungs- und Entwicklungsgesellschaft Vöckla-Ager (REVA) gegründet. 1996 konnten der neue Kindergarten in Neubrunn sowie das sanierte Hallenbad feierlich eröffnet werden. 2003 wurde das Kulturzentrum Lenzing (KUZ Lenzing) mit Kultursaal, Musikschule und Proberäumen für den Musikverein und den Sängerbund eröffnet. Die Sanierung und Vergrößerung des APH-Lenzing konnte 2007 abgeschlossen werden. 2009 erfolgte die Freigabe der Umfahrung Lenzing der B151. 2012 wurde die neue Volks- und Hauptschule mit Dreifach-Turnhalle in Thal fertiggestellt.
Die Gemeinde Lenzing an der Ager bildet seit 2014 gemeinsam mit den Gemeinden Seewalchen, Schörfling, Attersee, Weyregg, Nußdorf, Steinbach, Berg, St. Georgen, Straß, Vöcklamarkt und Frankenmarkt den Regionalentwicklungsverein Attersee-Attergau (REGATTA), der das EU-Förderprogramm LEADER in der Region umsetzt.
Das neue Feuerwehrzeughaus in Reibersdorf wurde 2016 seiner Bestimmung übergeben. 2018 kaufte die Gemeinde das ehemalige Pfarrhaus, um darin ein Museum einzurichten.
2019 wurde der neugebaute Kindergarten Burgstall eröffnet. Dieser wurde als Ersatz für den ehemaligen Kindergarten der Lenzing AG in der Atterseestraße errichtet und auf sechs Gruppen erweitert, um der steigenden Kinderzahl Rechnung zu tragen.
Am 4. September 2024 präsentierte die Gemeindeverwaltung ihren Masterplan für die Umgestaltung der Gemeinde bis 2039. Es wurden dabei das Wohn- und Gesundheitshaus (am Areal des alten Rathauses), Ideen für das neue Sportzentrum mit Hallenbad sowie das Mobilitätskonzept vorgestellt. 
Am 17. September 2024 beschloss der Gemeinderat unter Bürgermeister Rudolf Vogtenhuber einstimmig, bei der Landesregierung die Erhebung der Gemeinde zur Stadtgemeinde sowie das Anfügen des Zusatzes „an der Ager“ an den Gemeindenamen zu beantragen. Beide Punke wurden bei der Gemeinderatssitzung zu einem Punkt zusammengefasst.
Mit Beschluss LGBl. Nr. 106/2024 der OÖ Landesregierung vom 18. November 2024 führt die Marktgemeinde Lenzing den Namenszusatz „an der Ager“.
Der Abbruch des alten Rathauses findet ab November 2024 statt.
Per Beschluss der Oö. Landesregierung vom 27. Jänner 2025 wird die Gemeinde zur Stadtgemeinde erhoben.
Die Schließung und der Beginn der Abrissarbeiten des Hallenbades sowie der Beginn der Umbauarbeiten in Teilen des APH-Lenzing finden ab Februar 2025 statt.

## Kultur und Sehenswürdigkeiten

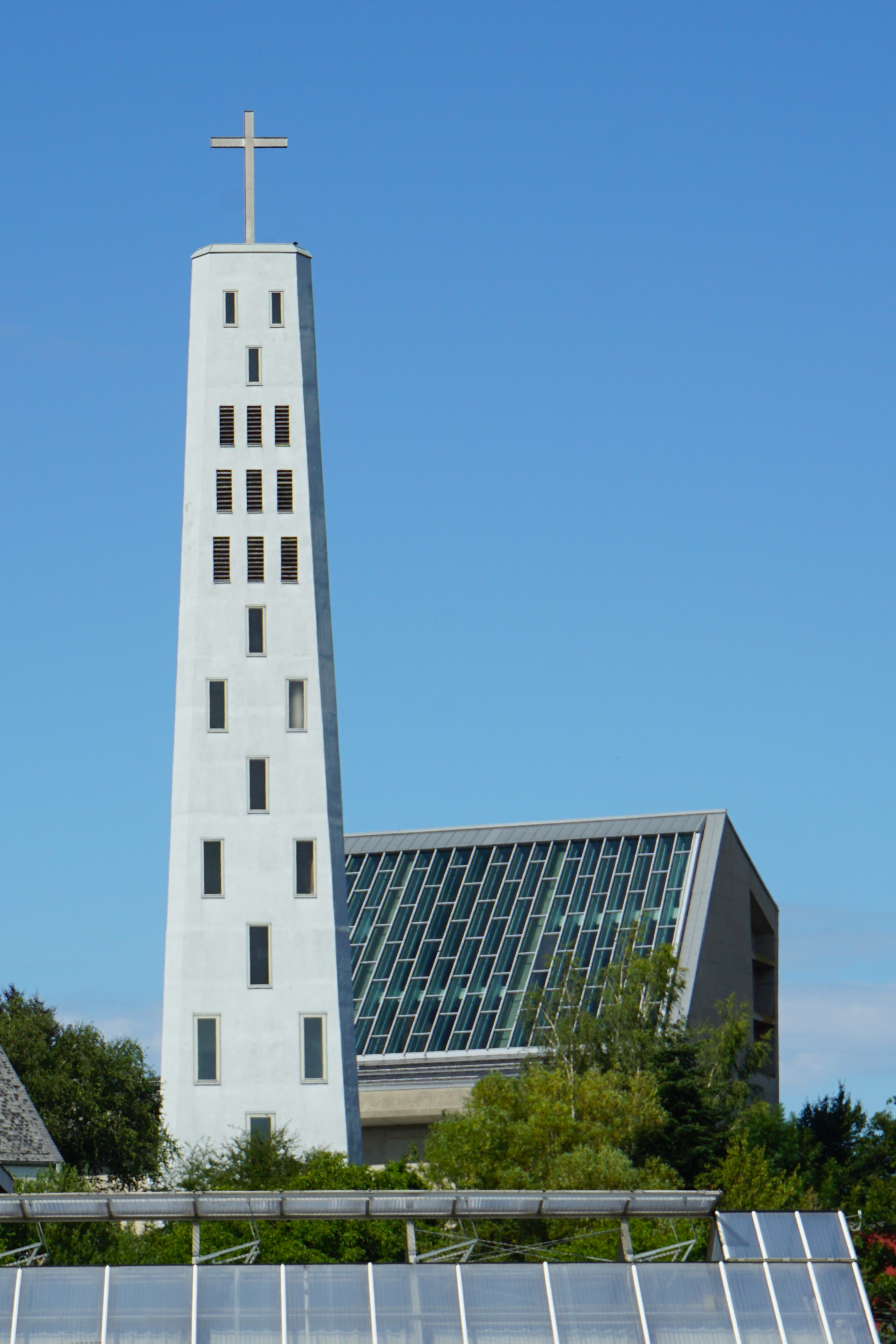
Pfarrkirche Lenzing

- Katholische Pfarrkirche Lenzing an der Ager: Nachdem die Pfarre Lenzing gegründet worden war, bekam der Seelsorger Meindl von Bischof Josef Fließer den Auftrag, ein Kirchenbauprogramm zu initiieren. Aufgrund der beschränkten finanziellen Mittel konnte der von der Gemeinde angedachte Plan zur Errichtung einer klassischen Kirche am Hauptplatz, wo sich heute das Kino „Lichtspiele Lenzing“ befindet, nicht umgesetzt werden. Stattdessen entschied man sich, die Kirche auf einem bereits zur Verfügung stehenden Grundstück am Rande des Orts zu errichten. Dem damaligen Zeitgeist entsprechend entschied man sich, die Kirche als Stahlbetonkonstruktion nach den Plänen von Architekt Hans Aigner auszuführen. Die unübliche Bauform der Kirche wurde bewusst gewählt, um sich dem angrenzenden Industriegebiet der Lenzing AG einzufügen. Die Kirche sollte kein Fremdkörper sein, sondern die Besucher an Fabrikhallen erinnern. Aus diesem Grund wurde auch der 42 m hohe, sechseckige Kirchturm als alleinstehender Campanile im Stil eines Industrieschlots errichtet. Die Bauarbeiten wurden Anfang 1959 begonnen, wodurch die Kirche schon kurz vor dem Zweiten Vatikanischen Konzil Mitte 1962 dem Heiligen Geist geweiht werden konnte. Die heutige Meinung der Bevölkerung zur Lenzinger Pfarrkirche ist gespalten: Die einen schätzen sie aufgrund ihrer modernen Architektur, die anderen bedauern ihre abseits gelegene Lage und karge Architektur.

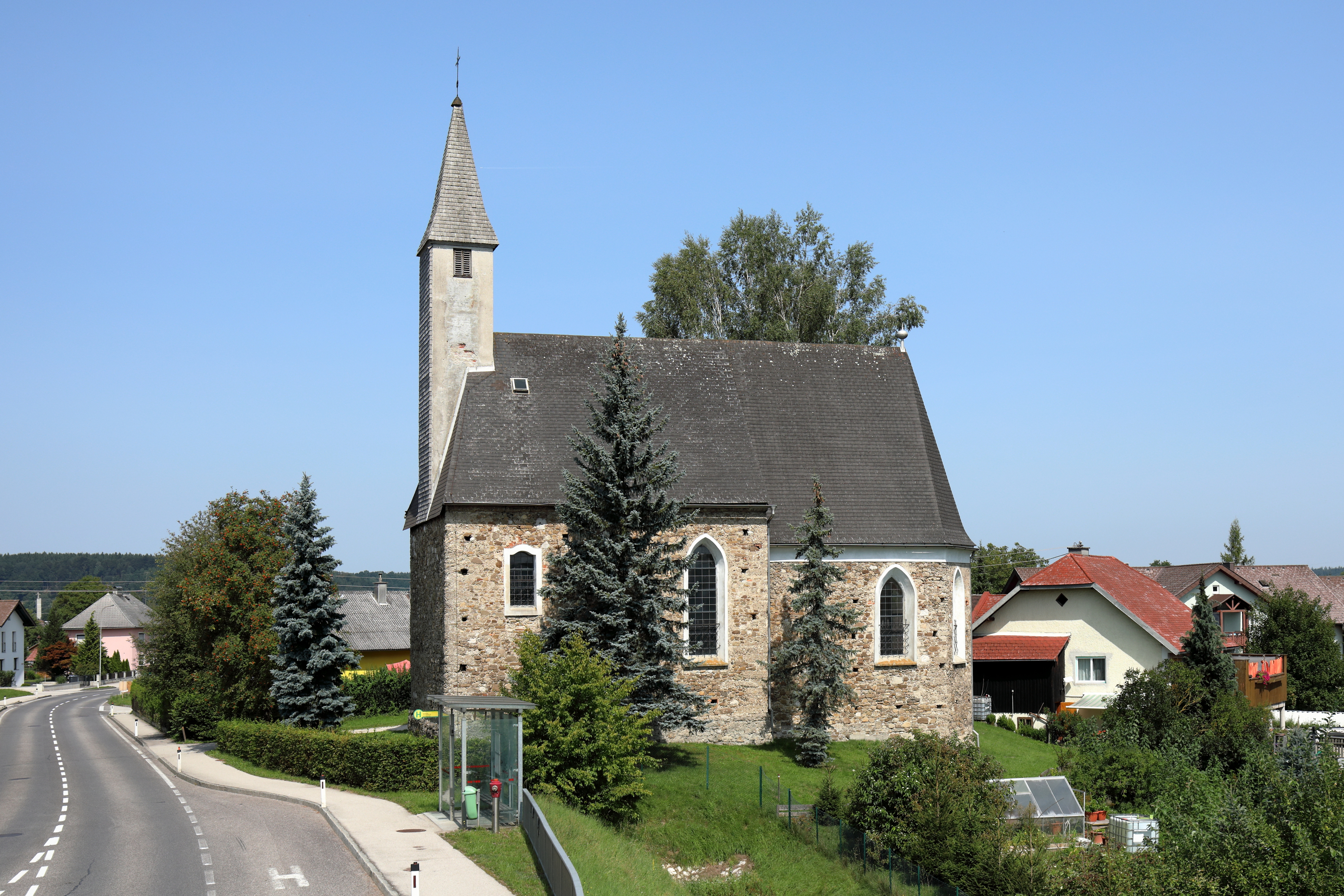
Schimmelkirche Pichlwang

- Katholische Schimmelkirche Pichlwang: Die Zeit zwischen 1470 und 1520 stellte eine Blütezeit in der Geschichte des gotischen Kirchenbaus da. In vielen Orten in der Umgebung wurden zu dieser Zeit neue Kirchen errichtet. So zum Beispiel in Seewalchen am Attersee, Gampern, Vöcklabruck, Schörfling am Attersee, Steinbach am Attersee, Weyregg am Attersee. Der Bau der heutigen Schimmelkirche wurde unter Jakob Herbsleben, dem Pfarrer der damaligen Großpfarre Maria Schöndorf von 1483 bis 1504, begonnen und 1508 fertiggestellt. Wie die Weihurkunde von 1508 belegt, handelt es sich bei der heutigen Schimmelkirche um eine Neuerrichtung, was darauf hinweist, dass es bereits vor 1508 eine frühere Kirche an dieser Stelle existierte. Zunächst war die Kirche eine Filialkirche der Großpfarre Schöndorf, ehe sie 1782 Teil der Pfarre Oberthalheim wurde. Nachdem das Gebiet westlich der Ager, auf dem die Kirche steht, 1809 als Teil des Wiener Friedens zu Schönbrunn an Frankreich abgetreten wurde, wurde die Schimmelkirche in ein evangelisches Bethaus umgewandelt. Nachdem die evangelische Gemeinde Vöcklabruck-Pichlwang nach Uneinigkeiten mit Rutzenmoos 1825 aufgelöst worden war, wurde das Bethaus 1826 geschlossen und an die Pfarre Oberthalheim zurückgegeben. Bis 1844 wurde die Kirche im Zuge des Vormärz für 300 Gulden von den Schäden der Franzosenkämpfe wieder in Stand gesetzt. Ab dem Jahr 1935 wurden in der Schimmelkirche regelmäßig Gottesdienste durch Seewalchener Pfarrer abgehalten. Aufgrund der seit 1938 stark ansteigenden Bevölkerung in der Umgebung wurde 1941 eine Kooperatorexpositur der Pfarre Seewalchen geschaffen, deren Gottesdienststätte die Schimmelkirche war. Die Schimmelkirche kann daher als Gründungskirche der späteren Pfarre Lenzing betrachtet werden.

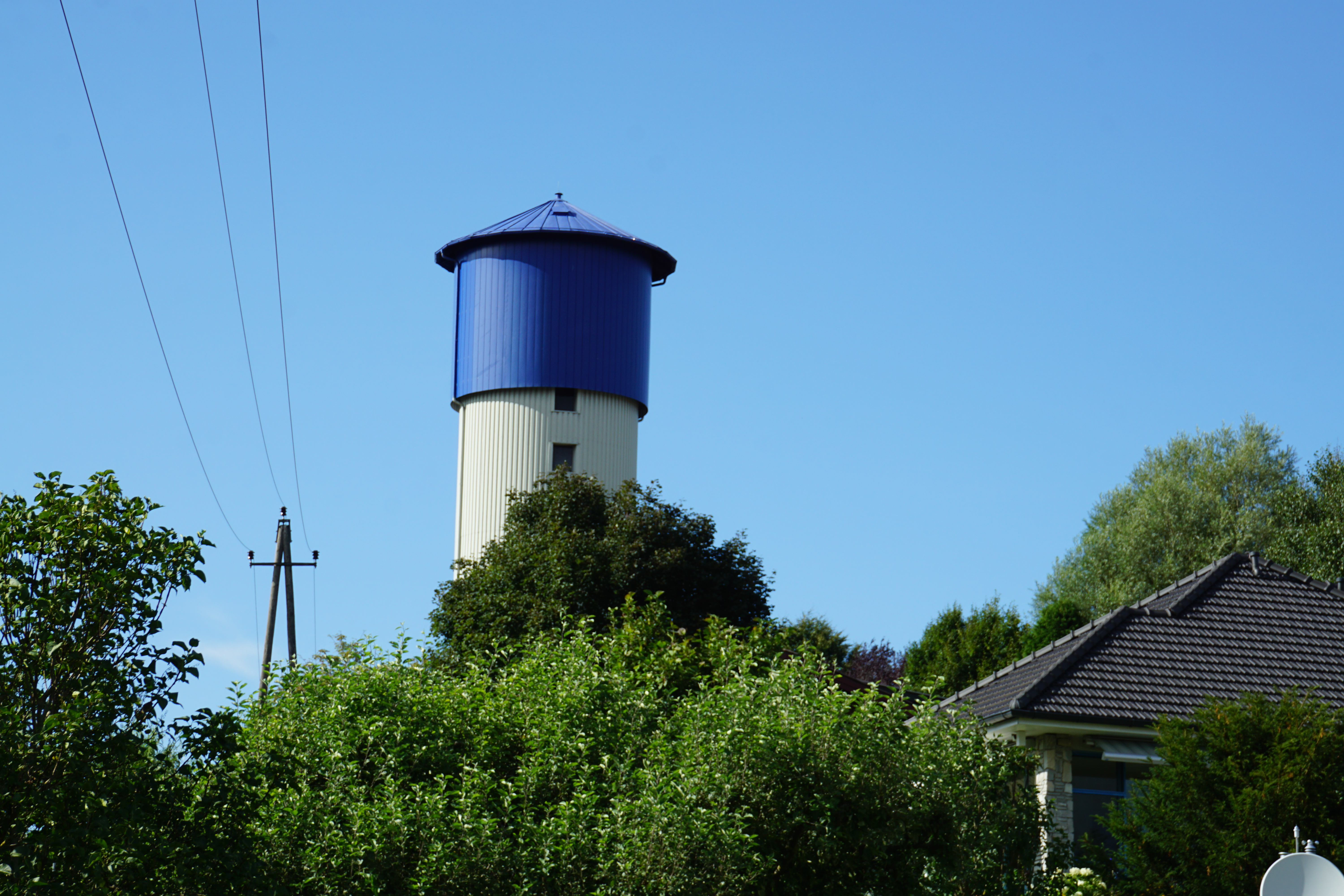
Wasserturm Neubrunn

- Wasserturm Neubrunn: Der nahe der Gemeindegrenze zu Seewalchen am Attersee auf dem höchsten Punk des Siedlungsbergs gelegene Wasserturm Neubrunn kann aufgrund seiner auffälligen blauen Verkleidung weithin gesehen werden. Mit einem Behältervolumen von 150 m³ stellt er rund 10 % der Gesamtreservoir-Kapazität der Wasserwerke der Gemeinde Lenzing an der Ager da und spielt dadurch eine Schlüsselrolle im Erhalt des Versorgungsdrucks im Verteilnetz.

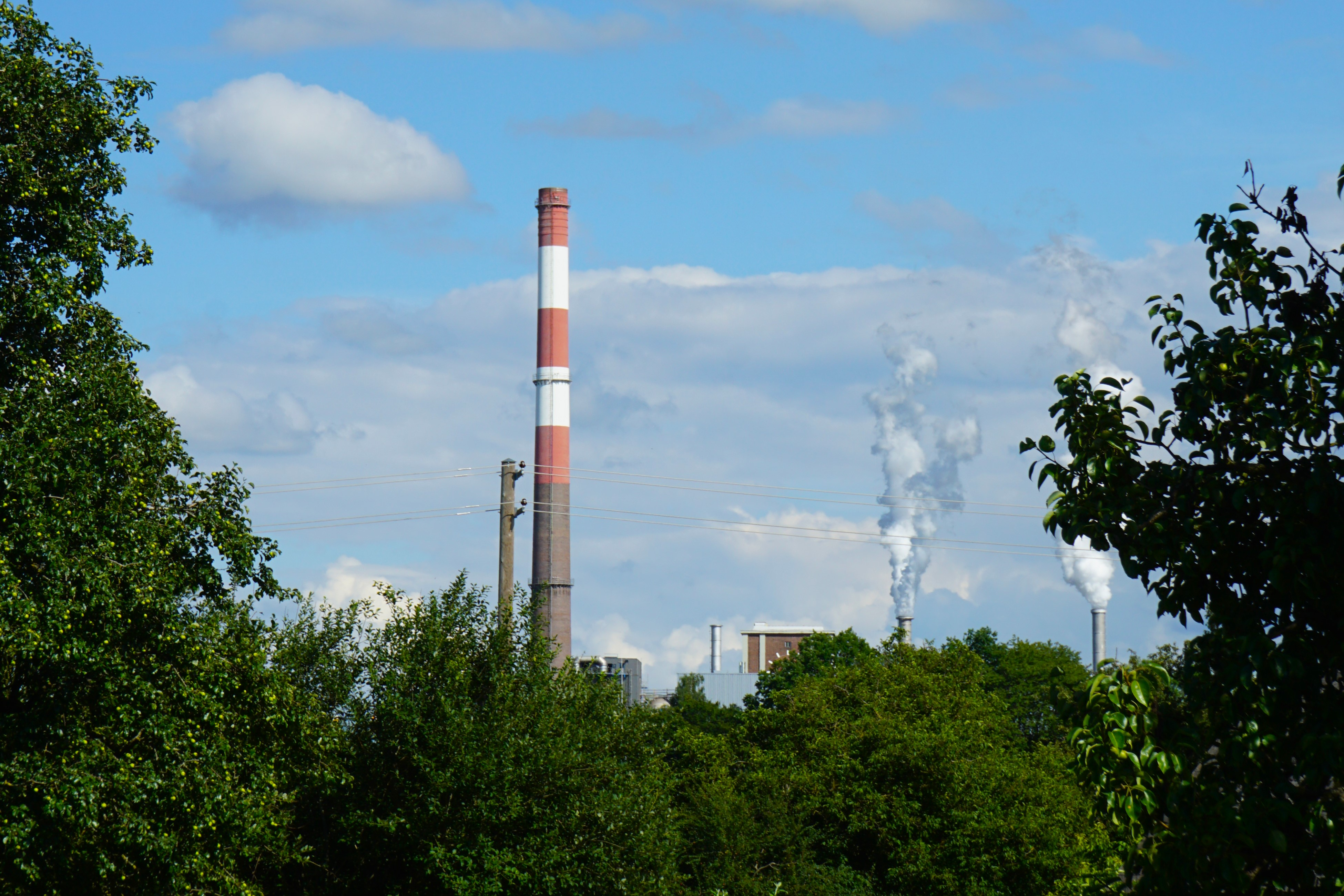
Schlot der Lenzing AG

- Lenzing AG Schlot: Wahrscheinlich eines der bekanntesten Bauwerke im Gebiet der Gemeinde Lenzing an der Ager ist der 152,5 m hohe Schlot der Lenzing AG. Er wurde zwischen 1938 und 1939 unter der offiziellen Bezeichnung Kamin Energie I. errichtet und war zu seiner Fertigstellung der höchste Kamin Europas. Mit einem Basisdurchmesser von 11,2 m und einem Oberdurchmesser von 6,7 m ist er bis weit über die Gemeindegrenzen zu sehen. Die ca. 2 Millionen Klinker-Ziegel, die für die Wandstärke zwischen 0,25 und 1,5 m benötigt wurden, bringen den Schlot auf ein beachtliches Gewicht von 12.500 Tonnen. Als potenzielles Luftfahrthindernis ist der Schlot nicht nur in seiner oberen Hälfte verkehrsrot und verkehrsweiß gestrichen, sondern verfügt auch über rot blinkende Hindernis/Gefahrenfeuer, die Dutzende Kilometer weit gesehen werden können.

## Wirtschaft und Infrastruktur

### Verkehr

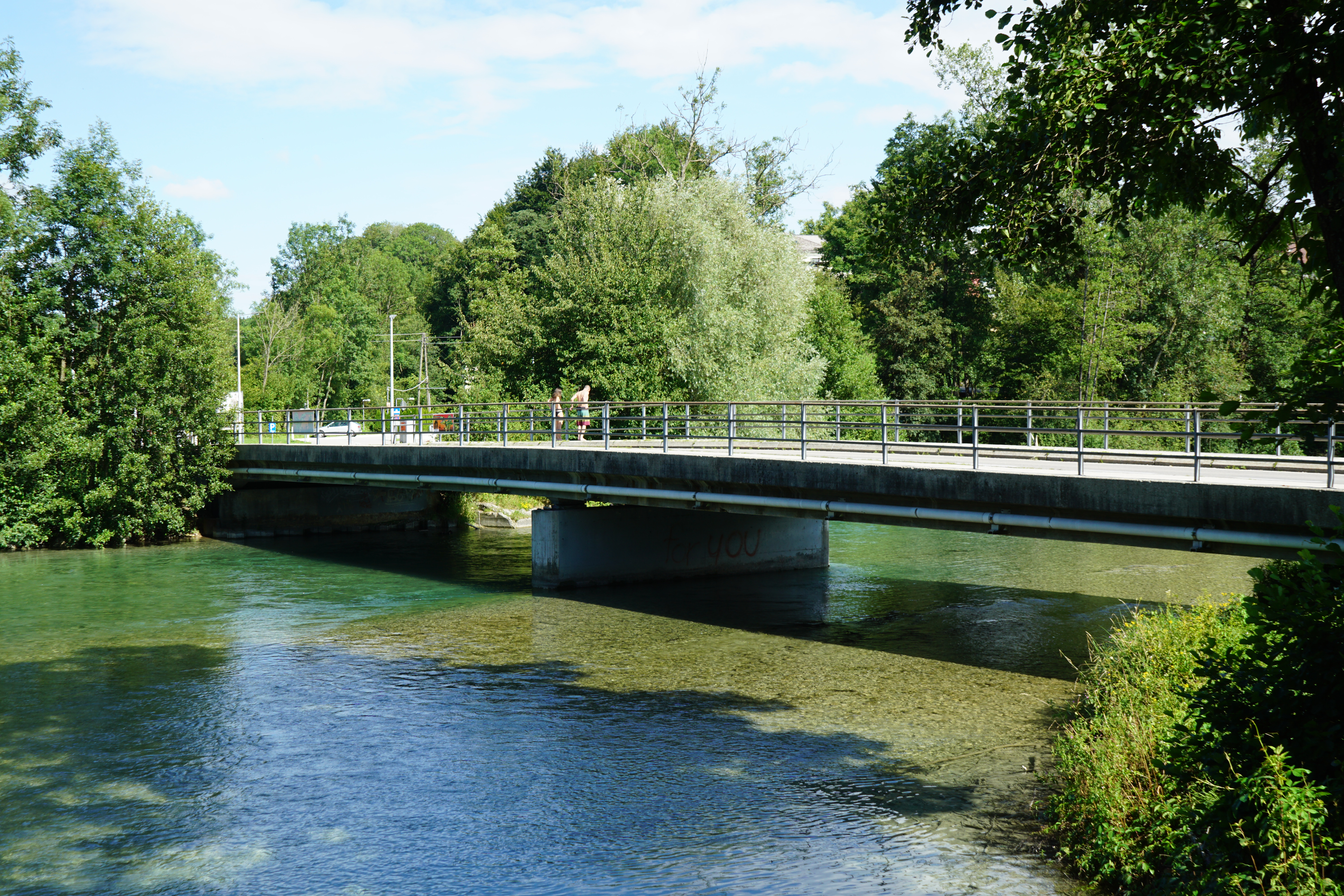
Agerbrücke zwischen Oberachmann und Pettighofen

Durch die Gemeinde verläuft die eingleisige, elektrifizierte Kammerer-Bahn, die von Vöcklabruck kommend in Timelkam von der Weststrecke abzweigt und nach Kammer-Schörfling am Attersee führt. Die sich im Gemeindegebiet befindenden Stationen Lenzing Bhf. der Lenzing AG und Lenzing Ort nahe dem Stadtzentrum werden von der ÖBB von Montag bis Freitag im Stundentakt und an Wochenenden im Zweistundentakt bedient. Die dabei verwendeten Züge, meist Talent und Desiro ML, seltener auch noch CityShuttle mit ÖBB 1044/1144, werden teilweise bis Attnang-Puchheim weitergeführt.
Von Timelkam kommend führt die Attersee Straße B151 durch die Gemeinde nach Seewalchen.
Die Gemeinde wird südlich von der West Autobahn A1 tangiert, jedoch liegen die Auf- und Abfahrten in der Gemeinde Schörfling.

### Öffentliche Einrichtungen
- Kindergarten Burgstall
- Kindergarten Neubrunn
- Volksschule Alt Lenzing
- Volksschule Lenzing
- Sportmittelschule Lenzing
- Schülerhort im Schulzentrum
- Landesmusikschule Lenzing
- Volkshochschule Lenzing
- Freibadeanlage Agerinsel

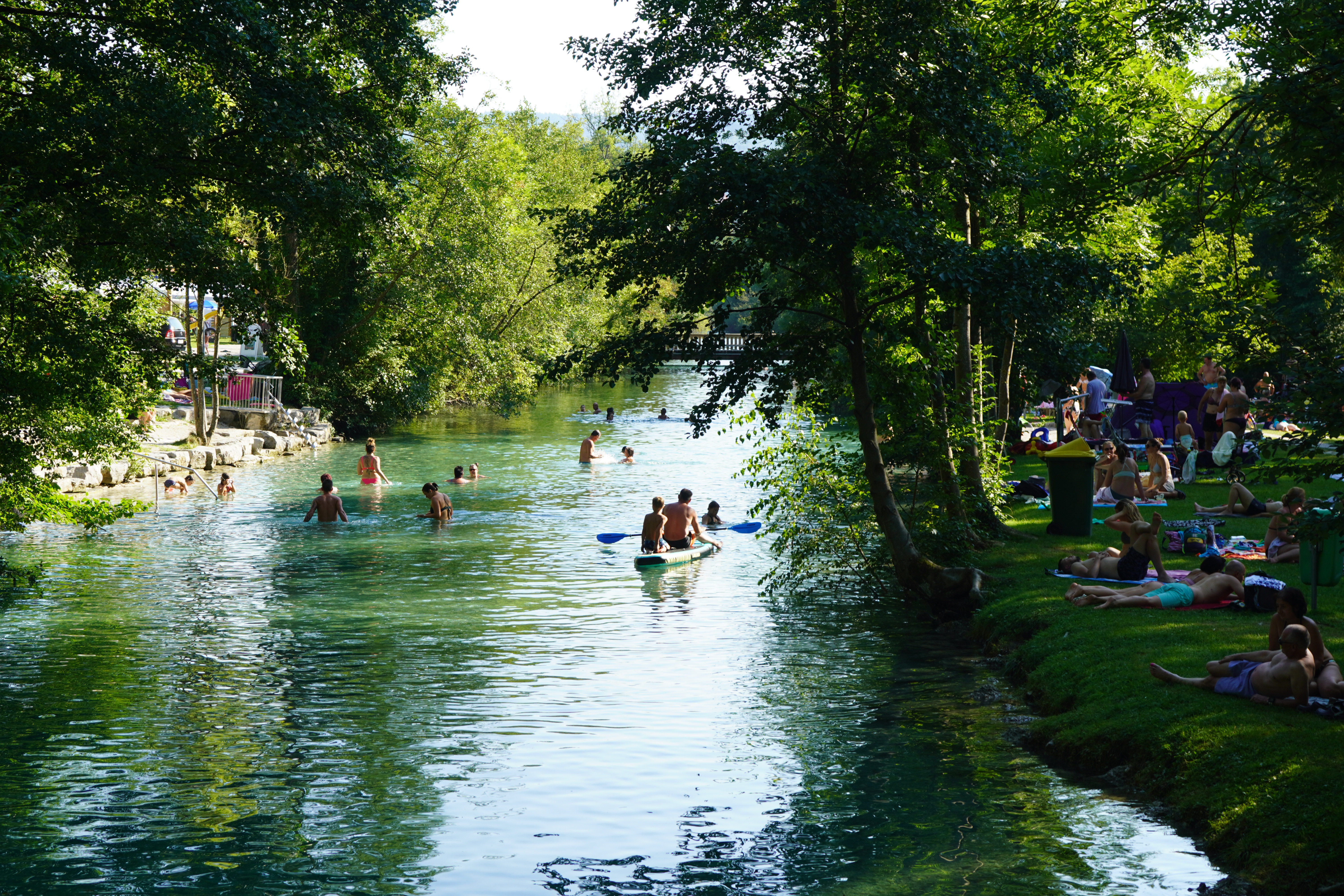
Agerinsel in Oberachmann

- Hallenbad (geschlossen, Neubau in Planung)
- Gemeinde Bibliothek
- Dreifach-Sporthalle
- Eltern-Kind-Zentrum Lenzing
- Hundefreilaufzone Agerstraße
- Kulturzentrum Lenzing
- Lichtspiele (Kino)
- Städtisches Pflegeheim Lenzing
- Wasserwerk Lenzing
- Städtischer Bauhof Lenzing

## Politik
Mit den Gemeinderats- und Bürgermeisterwahlen in Oberösterreich hatte der Gemeinderat folgende Verteilung:
- 1949: 13 SPÖ, 6 VdU, 3 ÖVP und 2 KPÖ
- 1955: 18 SPÖ, 4 ÖVP, 1 FPÖ und 1 KPÖ
- 1961: 22 SPÖ, 5 ÖVP, 2 FPÖ und 1 KLS
- 1967: 26 SPÖ, 4 ÖVP und 1 FPÖ
- 1973: 24 SPÖ, 5 ÖVP und 2 FPÖ
- 1979: 24 SPÖ, 5 ÖVP und 2 FPÖ
- 1985: 26 SPÖ, 4 ÖVP und 1 FPÖ
- 1991: 24 SPÖ, 4 ÖVP und 3 ÖVP
- 1997: 22 SPÖ, 6 FPÖ und 3 ÖVP
- 2003: 23 SPÖ, 5 ÖVP und 3 FPÖ
- 2009: 19 SPÖ, 6 ÖVP und 6 FPÖ
- 2015: 18 SPÖ, 8 FPÖ und 5 ÖVP[16]
- 2021: 14 SPÖ, 7 FPÖ, 5 GRÜNE und 5 ÖVP[17]

### Bürgermeister
Bürgermeister von Oberachmann bis 1939 waren:
- 1850–1860 Sebastian Baumgartinger
- 1860–1864 Ferdinand Sturm
- 1864–1867 Wolfgang Scherndl
- 1867–1870 Josef Fellner
- 1870–1873 Josef Apfel
- 1873–1876 Anton Huemer
- 1876–1879 Mathias Haminger
- 1879–1885 Michael Katterl
- 1885–1894 Josef Wenger
- 1894–1897 Franz Starzinger
- 1897–1900 Ferdinand Sturm
- 1900–1903 Franz Starzinger
- 1903–1906 Franz Lenzenwöger
- 1906–1909 Ferdinand Sturm
- 1909–1919 Franz Lenzenwöger
- 1919–1924 Franz Ecker
- 1924–1938 Josef Kofler
- 1938–1940 Georg Piram

Bürgermeister von Agerzell von 1939 bis 1948 waren:
- 1940–1945 Walther Schieber
- 1945–1945 Josef Staufer
- 1945–1947 Adolf Springer
- 1947–1948 Franz Kupata

Bürgermeister von Lenzing an der Ager seit 1948 waren:
- 1948–1959 Franz Kupata (SPÖ)
- 1959–1975 Raimund Jurkowitsch (SPÖ)
- 1975–1986 Rudolf Kneifl (SPÖ)
- 1986–1991 Franz Wimmer (SPÖ)
- 1991–2003 Roland Stiebler (SPÖ)
- 2003–2013 Walter Franz Geisberger (SPÖ)
- seit 2013 Rudolf Vogtenhuber (SPÖ)

### Beteiligungen
Die Gemeinnützige Siedlungsgesellschaft m.b.H. (gemein auch GSG-Lenzing) ist ein Tochterunternehmen der Marktgemeinde Lenzing an der Ager. Der Bürgermeister der Gemeinde ist automatisch Vorstand der GSG.

### Wappen
Blasonierung: Durch eine silberne Wellenleiste schrägrechts geteilt; oben in Rot eine silberne, zur Hälfte blau gefüllte, nach außen gewendete Retorte; unten in Blau ein silberner Nadelbaum. Die Gemeindefarben sind Rot-Weiß-Blau.
Das 1967 verliehene Wappen ist das Ergebnis eines von der Gemeinde ausgeschriebenen Ideenwettbewerbs. Baum und Retorte verweisen auf die den Ort prägende Holz-, Papier- und Zellstoffindustrie, die Wellenleiste symbolisiert die Ager, die die Ansiedlung dieser Betriebe erst ermöglichte.

### Gemeindepartnerschaften
Lenzing an der Ager pflegt eine Gemeindepartnerschaft mit der baden-württembergischen Gemeinde Bisingen in Deutschland.

## Persönlichkeiten

### Ehrenbürger der Gemeinde
- Mark W. Clark (1946)
- Josef Kofler (1951)
- Franz Herbst (1951)
- Mathias Hoftberger (1956)
- Raimund Jurkowitch (1976)
- Hans Winter (1985)
- Kurt Steyrer (1985)
- Josef Ratzenböck (1985)
- Karl Grünner (1985)
- Rudolf Kneifl (1986)
- Roland Stiebler (2003)

### Söhne und Töchter der Gemeinde
- Franzobel (* 1967), Schriftsteller
- Claudia Weinberger, Weltmeisterin Bogensport
- Severin Lederhilger (* 1958), Generalvikar der Diözese Linz

### Mit der Gemeinde verbundene Persönlichkeiten
- Therese Neudorfer (1920–1990), ab 1961 Mitglied im Gemeinderat Lenzing, 1967–1985 Landtagsabgeordnete (SPÖ)